# Campionat d'Europa de Futbol sub-21 de la UEFA 1998
El Campionat d'Europa de Futbol sub-21 1998 dura dos anys (1996-1998). La selecció espanyola es proclamà vencedora per segona vegada.

## Classificació
Vegeu Campionat d'Europa de Futbol sub-21 de la UEFA 1998 (Classificació)

## Seleccions
Vegeu Campionat d'Europa de Futbol sub-21 de la UEFA 1998 (Seleccions) per a la llista completa de seleccions.

## Fase final
Disputada a Romania del 23 de maig al 31 de maig de 1998.
| Quarts de final - Alemanya 0-1 Grècia · Grècia passa · a semi-finals · - Països Baixos 2-1 Romania · Països Baixos passa · a semi-finals · - Espanya 1-0 Romania · Espanya sub-21 passa · a semi-finals · - Noruega 1-0 Suècia · Noruega passa · a semi-finals | Semi-finals - Països Baixos 0-3 Grècia · Grècia passa a la final · - Espanya 1-0 Noruega · Espanya sub-21 passa a la final · Ronda de consolació - Romania 0-1 Alemanya - Rússia 0-2 Suècia | Partit pel 5è lloc - Alemanya 2-1 Suècia Alemanya acaba 5a · Suècia acaba 6a · Partit pel 7e lloc - Romania 1-2 Rússia Rússia acaba 7a · Romania acaba 8a | Final - Grècia 0-1 Espanya Espanya campió · Grècia subcampió · Partit pel 3r lloc - Països Baixos 0-2 Noruega Noruega acaba 3r · Països Baixos acaba 4t |

## Resultat
| Guanyadors del Campionat d'Europa de Futbol sub-21 de la UEFA 1998 · Espanya sub-21 · 2n Títol |